# Хохлатые змееяды
Хохлатые змееяды (лат. Spilornis) — род хищных птиц из семейства ястребиных. Эти хищники среднего размера обитают в лесах Южной Азии. У взрослых особей всех видов тёмная макушка, ярко-жёлтые глаза и восковица, перья на затылке слегка удлинены и образуют «хохолок», что и объясняет русское название рода. Латинское же название происходит от греческих слов σπιλος (spilos) — «пятно» и ορνις (ornis), ορνιθος (ornithos) — «птица».

## Виды
Традиционно в этом роде насчитывается 6 видов. Было предложено разделить несколько небольших островных популяций, обычно включаемых в вид «хохлатый змееяд», на отдельные виды:
- Spilornis cheela (Latham, 1790) — хохлатый змееяд
- Spilornis elgini (Blyth, 1863) — андаманский хохлатый змееяд
- Spilornis holospilus (Vigors, 1831) — филиппинский хохлатый змееяд
- Spilornis kinabaluensis Sclater, 1919 — борнейский хохлатый змееяд
- Spilornis klossi Richmond, 1902 — никобарский хохлатый змееяд
- Spilornis rufipectus Gould, 1858 — сулавесский змееяд